# Terra Indígena Sete de Setembro
Terra Indígena Sete de Setembro é uma terra indígena entre os municípios de Cacoal, Espigão D'Oeste e Rondolândia, nos estados de Mato Grosso e Rondônia. Ocupa uma área de 248.146,9286 hectares, sendo ocupada por cerca de 1.200 índios Suruí de Rondônia.

## Histórico
A reserva recebeu o nome do acampamento da Funai estabelecido pelo sertanista Francisco Meirelles na região em 7 de setembro de 1969, quando aconteceu o primeiro encontro dos suruí com povos não indígenas. Em 1973, um grupo passou a morar junto ao acampamento, depois de uma epidemia de sarampo que matou cerca de 300 pessoas.
A demarcação do território aconteceu em 1976. Porém, só em 29 de setembro de 1983 foi reconhecida a posse permanente da terra, com a portaria 1561 da Funai. No mesmo ano, o presidente João Figueiredo assinou a homologação da reserva.

## Geografia
A reserva é banhada pela bacia do Rio Branco, afluente do Rio Roosevelt, formado por sua vez pela confluência entre os rios Sete de Setembro e Fortuninha.  A cobertura florestal mais comum é a floresta tropical aberta, havendo também regiões de floresta tropical densa e, em menor extensão, áreas de tensão ecológica.
O clima é tropical quente e úmido, com temperatura média anual em torno de 24 °C.

## Conservação
Desde a demarcação do território, um dos maiores problemas dos suruí tem sido o tráfico ilegal de madeira. Segundo a Funai, em julho de 2007 havia pelo menos 14 pontos de extração ilegal na Terra Indígena Sete de Setembro, de onde a madeira era levada para serrarias em Rondolândia, Ministro Andreazza, Cacoal e Espigão D’Oeste. A extração ilegal afeta a população, provocando altos índices de tuberculose, em conseqüência da escassez de caça e pesca que leva à mudança de hábitos alimentares, com dependência de alimentos industrializados.
A partir de 2007, os suruí implantaram o seu Plano de Gestão de 50 Anos, que inclui um programa de venda de créditos de carbono